# Bisdom Margarita
Het bisdom Margarita (Latijn: Dioecesis Margaritensis) is een rooms-katholiek bisdom met als zetel La Asunción in Venezuela. Het bisdom is suffragaan aan het aartsbisdom Cumaná. Het bisdom is 1150 km² groot en komt overeen met het Isla Margarita en de bijhorende kleinere eilanden. 

## Geschiedenis
Het bisdom werd opgericht op 18 juli 1969, uit delen van het bisdom Cumaná, en was suffragaan aan het aartsbisdom Ciudad Bolívar. Op 16 mei 1992 wisselde het van kerkprovincie en werd suffragaan aan het nieuw verheven aartsbisdom Cumaná. 

## Parochies
Het bisdom had in 2021 een oppervlakte van 1.150 km2 en telde 606.247 inwoners waarvan 74,6% rooms-katholiek was.

## Bisschoppen
- Francisco de Guruceaga Iturriza (18 juni 1969 - 2 oktober 1973)
- Tulio Manuel Chirivella Varela (5 april 1974 - 18 oktober 1982)
- César Ramón Ortega Herrera (25 augustus 1983 - 15 juli 1998)
- Rafael Ramón Conde Alfonzo (18 maart 1999 - 12 februari 2008)
- Jorge Anibal Quintero Chacón (19 december 2008 - 11 juli 2014)
- Fernando José Castro Aguayo (4 augustus 2015 - heden)

## Galerij van afbeeldingen

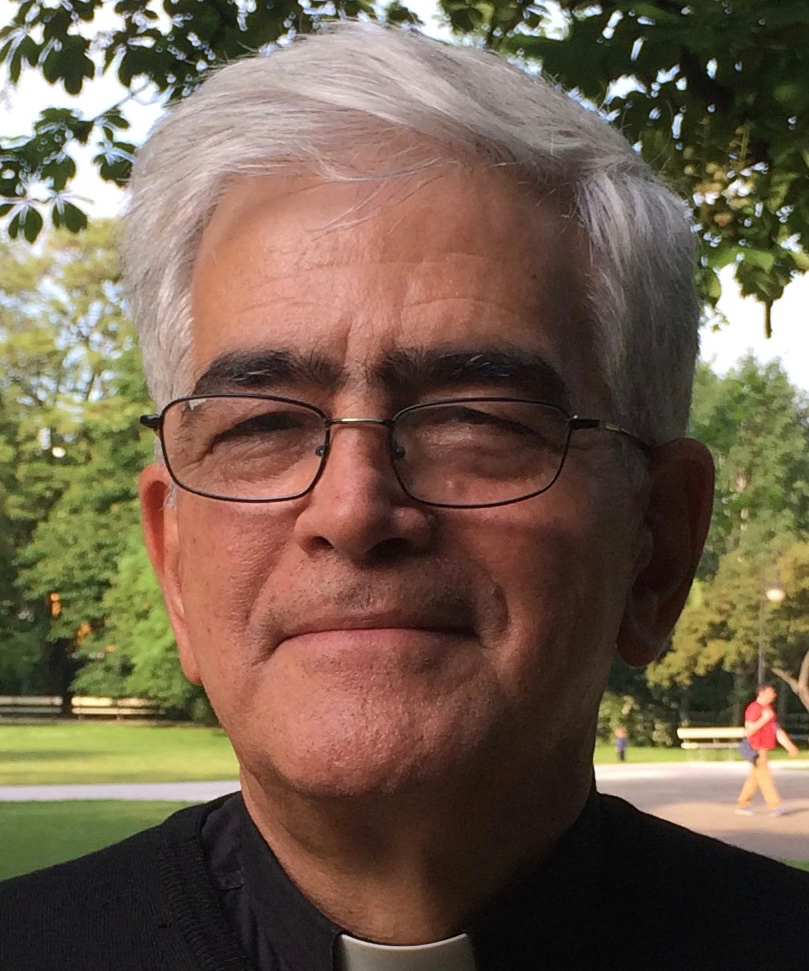
Bisschop Fernando José Castro Aguayo
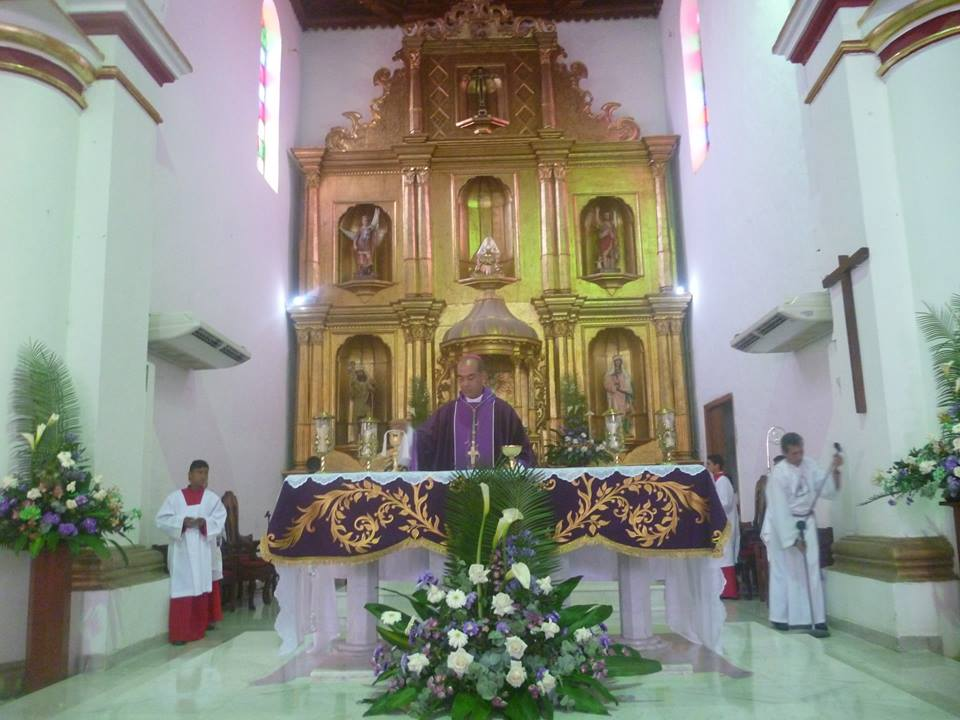
Bisschop Jorge Anibal Quintero Chacón (2008-2014)
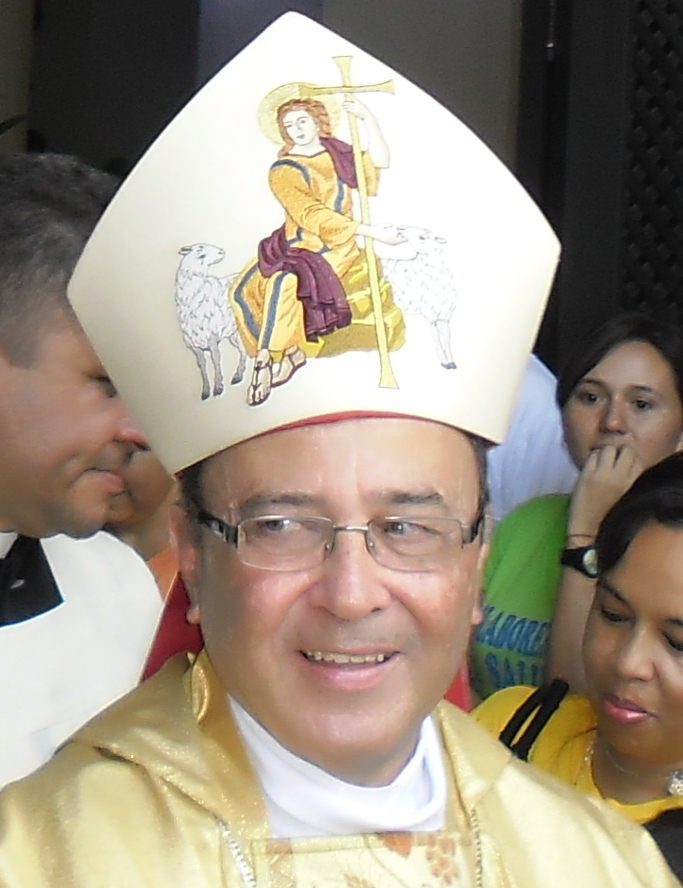
Bisschop Rafael Ramón Conde Alfonzo (1999-2008)

Cumaná (aartsbisdom) · Barcelona · Carúpano · El Tigre · Margarita